# Delnekakasfalva
Delnekakasfalva (1899-ig Kakasfalu, szlovákul: Kokošovce, korábban Kohutovce) község Szlovákiában, az Eperjesi kerület Eperjesi járásában.

## Fekvése
Eperjestől 10 km-re délkeletre, a Delne-patak partján fekszik.

## Története
A falu valószínűleg már a 12. században is létezett. 1247 körül a falu középső és északi része a bártfai ciszterci kolostorhoz tartozott. 1272-ben V. István király adománylevelében „Delnafeu” néven említik először. Később, a 14. századtól több helyi nemesi család birtoka. Mai nevén 1422-ben fordul elő először „Kakasfalua” alakban.
A 18. század végén Vályi András így ír róla: „KAKASFALVA. Kakasovcze. Tót falu Sáros Várm. földes Ura a’ K. Kamara, lakosai katolikusok, fekszik Eperjeshez 1 mértföldnyire, Sóvárnak filiája, határja Gyülvézhez hasonlító.”

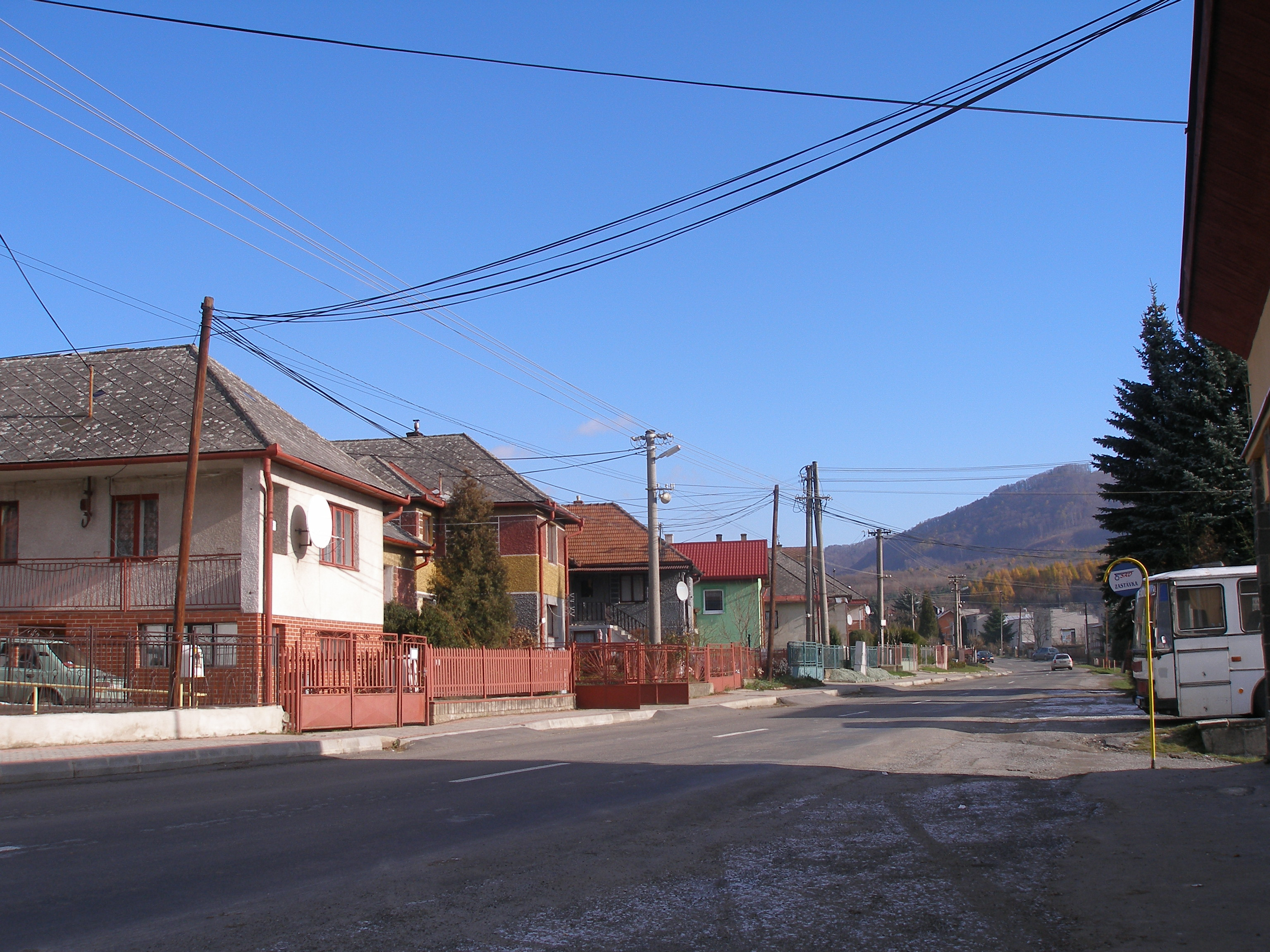
Delnekakasfalva - utcarészlet

Fényes Elek 1851-ben kiadott geográfiai szótárában így ír a faluról: „Kakasfalu, (Kakasowicze), tót falu, Sáros vmegyében, a Delna patakja mellett, Sóvárhoz kelet-délre 1 mfld: 345 r., 61 g. kath., 67 evang. lak. Kath. paroch. templom. Savanyuviz-forrás. Itt kezdődik azon csatorna, mellyen a fát Sóvárra eresztik. F. u. a kamara. Ut. p. Eperjes.”
1920 előtt Sáros vármegye Eperjesi járásához tartozott.

## Népessége
| Év:            | 1994. | 2004.    | 2014.    | 2024.    |
| -------------- | ----- | -------- | -------- | -------- |
| Emberek száma: | 611   | 674      | 785      | 937      |
| Eltérés:       |       | +10,31 % | +16,46 % | +19,36 % |

| Év:            | 2023. | 2024.   |
| -------------- | ----- | ------- |
| Emberek száma: | 941   | 937     |
| Eltérés:       |       | -0,42 % |

1910-ben 398, túlnyomórészt szlovák anyanyelvű lakosa volt.
2001-ben 643 lakosából 636 szlovák volt.
2011-ben 726 lakosából 707 szlovák volt.

## Nevezetességei
- Keresztelő Szent János tiszteletére szentelt, római katolikus temploma 1815-ben épült klasszicista stílusban. 1865-ben és 1935-ben megújították.

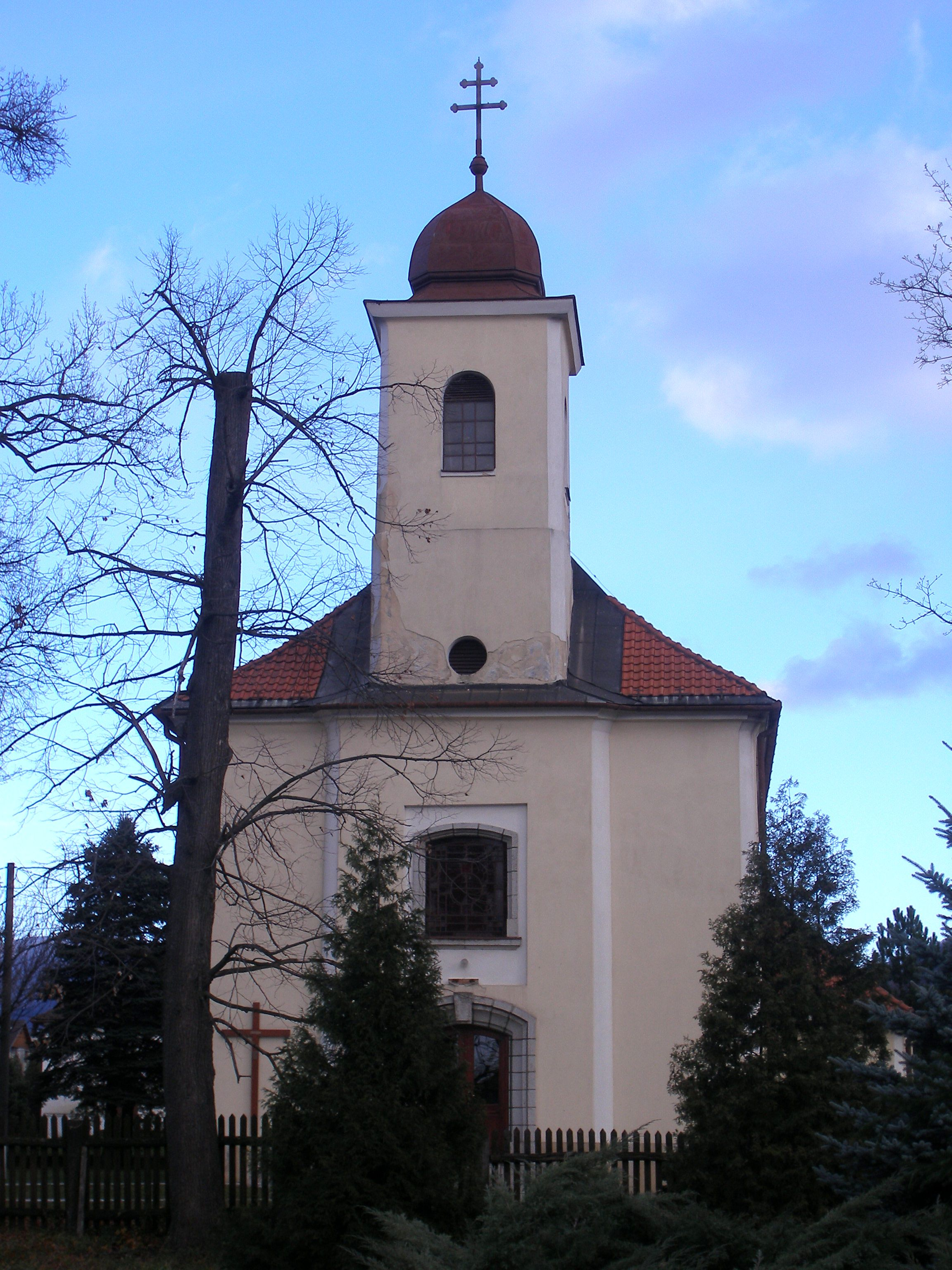
Delnekakasfalva - templom